# Yamuna (fiume)
Yamuna (sanscrito: यमुना, talvolta chiamato Jamuna o Jumna, che conserva più appropriatamente l'originale termine Giamnā) è un importante affluente del fiume Gange, nel nord dell'India. Con una lunghezza totale di circa 1.370 km è il più grande affluente del Gange, nel quale sfocia a  Triveni Sangam, Prayagraj, dove si tiene il Kumbha Mela, un festival induista che si tiene ogni 12 anni.
Proprio come il Gange, la Yamuna è molto venerata nell'induismo: è la figlia di Surya, il Dio del Sole, e la sorella di Yama, il Dio della Morte. Secondo la tradizione, bagnarsi nelle sue acque sacre libera dai tormenti della morte e dal ciclo di nascite e morti (saṃsāra).

## Percorso

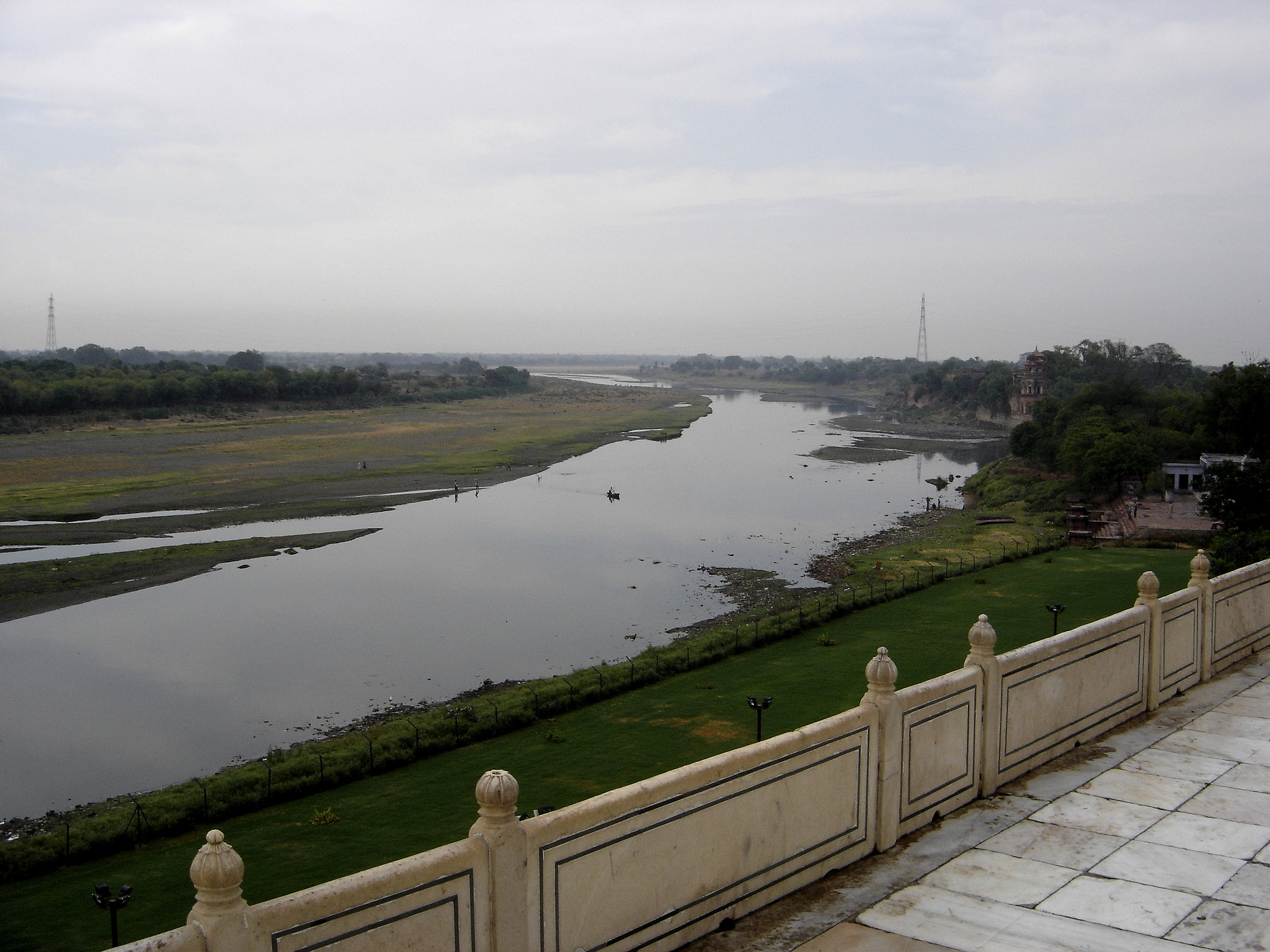
Il fiume Yamuna vicino ad Agra

La sua sorgente è a Yamunotri, nell'Uttarakhand Himalaya, che è a nord di Haridwar in Himalaya. Lungo il suo corso attraversa gli Stati indiani di Delhi, Haryana e Uttar Pradesh, prima di confluire nel Gange a Allahabad. Le città di Delhi, Agra, Mathura e Vrindavan sorgono lungo le sue rive. I principali affluenti del fiume sono il Tons (principale affluente), il Chambal, il Betwa, e il Ken.

## Il SYL
Un canale di trasporto merci pesanti, noto come il SYL (Sutlej Yamuna-Link), è in costruzione sulle sponde ovest prossimo alle sorgenti del fiume. Attraverserà la regione del Punjab nelle vicinanze delle antiche rotte carovaniere. Questo canale collegherà l'intero Gange, che scorre fino alla costa orientale del subcontinente, con le regioni occidentali (via Pakistan). Una volta completato il SYL consentirà il collegamento della costa indiana orientale con la costa occidentale e il Mar Arabico, abbreviando così drasticamente le distanze per il trasporto marittimo.

## Uso e stato delle acque
Il fiume Yamuna è una risorsa vitale per il territorio circostante, e contribuisce ad irrigare, tramite il canale di Agra, i terreni agricoli di 638 villaggi. La qualità dell'acqua è buona fino all'ingresso del fiume a Delhi, attraverso lo sbarramento di Wazirabad. A Delhi diventa uno dei fiumi più inquinati al mondo.